# Piz Aul
Il Piz Aul (3.121 m s.l.m.) è una montagna della Catena Medel-Terri nelle Alpi dell'Adula.

## Descrizione
Si trova nel Canton Grigioni. La montagna è collocata sul lato della Valle di Vals.